# باب زناتة (طرابلس)

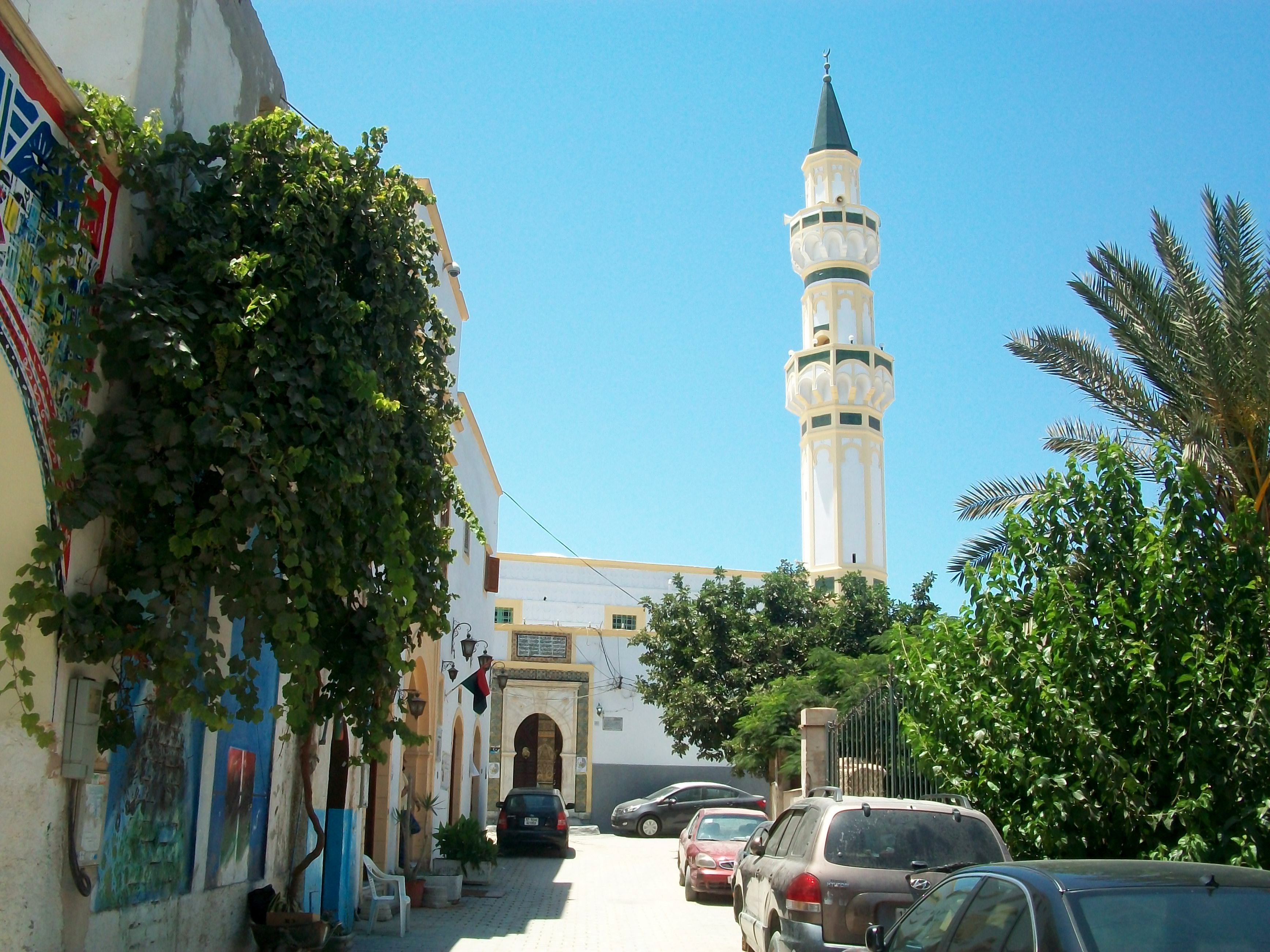
خارج مسجد قرجي طرابلس ليبيا

باب زناته(طرابلس) :- وهو أحد أهم الأبواب المحيطة للسور الخارجي المدينة القديمة.

## الموقع
يقع هذا المدخل للمدينة القديمة في الجهة الجنوبية الغربية للمدينة القديمة من الجهة المطلة على فندق كورنثيا باب أفريقيا ومصنع التبغ سابقا ومركز شرطة الريجية سابقا وهو محاذي لباب الجديد(طرابلس).
موقع الباب من موقع ويكمابيا 

## قصة تأسيس الباب
وهو عبارة عن فتحة كبيرة بالسور القديم من الناحية الجنوبية، وقد اشتهر هذا الباب باسم «باب زناته» لأنه كان مقابلاً لمضارب قبائل زناته (طرابلس) التي كانت تسكن في الاتجاه الجنوبي لسور المدينة.
سد الباب في عهد علي باشا القرة مانلي الثاني سنة 1248 أثناء الحرب الأهلية حينذاك وقد استجاب الوالي لرغبة الأهالي بفتح باب جديد في عام 1865ميلادي ومنذ ذلك التاريخ اشتهر هذا الباب الجديد باسم باب الجديد.

### وصلات خارجية
- مدونة غيداء
- صوراسوار المدينة القديمة طرابلس